# Za pilou
Za pilou je přírodní rezervace na jižním okraji obce Srbská Kamenice v okrese Děčín v Ústeckém kraji. Chráněné území je v péči Správy Národního parku České Švýcarsko.

## Předmět ochrany
Důvodem ochrany jsou slatinné louky s výskytem ohrožených druhů mokřadní flóry. V prostoru podmáčené louky, jejíž podklad tvoří pískovcové uloženiny druhohorního stáří, není žádná vodoteč, zdrojem vody jsou atmosférické srážky a malé vodní vývěry.

### Flóra
Na méně podmáčených místech v rezervaci roste kromě jiných druhů rostlin například prstnatec májový (Dactylorhiza majalis), kozlík dvoudomý (Valeriana dioica), třezalka čtyřkřídlá (Hypericum tetrapterum) a rozrazil štítkovitý (Veronica scutellata).

### Fauna
Z brouků se zde v letním období vyskytuje vzácný střevlík (Epaphius rivularis), dále reliktní druhy drabčíků (Encephalus complicans, Hygronoma dimidiata) a Tachyporus transversalis. Lze zde nalézt mokřadní druhy hmyzu, jako například kobylku (Conocephalus dorsalis) nebo saranče (Stethophyma grossum). Na území rezervace se poměrně hojně vyskytuje zmije obecná (Vipera berus).

## Dostupnost
Přírodní rezervace se nachází v jižní části Srbské Kamenice asi 1 km od centra obce. Poblíž chráněného území je autobusová zastávka Srbská Kamenice, křižovatka, která leží na trase autobusových spojů mezi Děčínem, Českou Kamenicí, Hřenskem a Vysokou Lípou. Nedaleko rezervace, kolem níž prochází naučná stezka "Srbská Kamenice", je malé, poněkud svérázné Venkovské zemědělské muzeum. Expozice je umístěna zčásti v pískovcové skalní jeskyni a je volně přístupná. Ve vzdálenosti necelého jednoho kilometru směrem na západ od lokality Za pilou se mezi Bynoveckým rybníkem a silnicí do Nové Olešky nachází pomník havárie jugoslávského letadla z roku 1972.